# São Martinho (província)
São Martinho (San Martín) é uma província do Peru localizada na região de San Martín. Sua capital é a cidade de Tarapoto.

## Distritos da província
- Alberto Leveau
- Cacatachi
- Chazuta
- Chipurana
- El Porvenir
- Huimbayoc
- Juan Guerra
- La Banda de Shilcayo
- Morales
- Papaplaya
- San Antonio
- Sauce
- Shapaja
- Tarapoto